# S/2022 J 3
S/2022 J 3 ist einer der kleineren äußeren Monde des Planeten Jupiter.

## Entdeckung und Benennung
S/2022 J 3 wurde am 30. August 2022 durch den Astronomen Scott S. Sheppard (University of Hawaii) auf Aufnahmen entdeckt, die mit dem 6,5-m-Magellan-Baade-Teleskop am Las-Campanas-Observatorium angefertigt wurden. Die Entdeckung wurde etwa ein halbes Jahr später, nachdem genügend Daten gesammelt werden konnten, durch das Minor Planet Center am 22. Februar 2023 bekannt gegeben, der Mond erhielt die vorläufige Bezeichnung S/2022 J 3.

## Bahneigenschaften
S/2022 J 3 umläuft Jupiter in 1 Jahr 252,8 Tagen auf einer elliptischen, retrograden Umlaufbahn zwischen 15.261.000 km und 26.675.000 km Abstand zu dessen Zentrum. Die Bahnexzentrizität beträgt 0,272, die Bahn ist 144,5° gegenüber der lokalen Laplace-Ebene von Jupiter geneigt.
Der Mond ist Bestandteil der sogenannten Ananke-Gruppe von Jupitermonden, die den Planeten mit Bahnhalbachsen zwischen 19,3 und 22,7 Millionen km, Bahnneigungen zwischen 145,7° und 154,8° und Bahnexzentrizitäten zwischen 0,02 und 0,28 retrograd umrunden.

## Physikalische Eigenschaften
S/2022 J 3 besitzt einen Durchmesser von etwa 1 km. Die absolute Helligkeit des Mondes beträgt 17,4 m.

## Erforschung
Der Beobachtungszeitraum von S/2022 J 3 erstreckt sich vom 30. August 2022 bis zum 18. November 2022. Die Aufnahmen wurden mit dem 6,5-m-Magellan-Baade-Teleskop am Las-Campanas-Observatorium und dem 4,0-m-CTIO-Reflektorteleskop am Cerro Tololo–Observatorium angefertigt; es liegen insgesamt 12 erdbasierte Beobachtungen über einen Zeitraum von einem Jahr vor.